# 部落解放・人権研究所
一般社団法人部落解放・人権研究所（ぶらくかいほうじんけんけんきゅうしょ）は、部落解放同盟の研究部門で、旧称は大阪部落解放研究所、部落解放研究所。大阪市港区に本部を置く。

## 概要
研究部会は啓発運動部門9部会、歴史理論部門5部門で、研究員の数は400人を超える。 紀要『部落解放研究』 『部落解放年鑑』 『社会啓発情報』 『Buraku Liberation News』 『奥田家文書』 『大阪府南王子村文書』 『大阪同和教育史料集』『史料集　明治初期被差別部落』 などの史料集を発行し、『融和事業年鑑』 『融和事業研究』 『東雲新聞』『同愛』 などを復刊した。

## 歴史
- 日本共産党との対立によって部落問題研究所から分裂する形で、1968年8月14日、大阪部落解放研究所として発足[4]。設立時の理事長は原田伴彦、副理事長は盛田嘉徳、理事兼事務局長は村越末男 [5]。同年10月より、機関誌として『部落解放』を発行[3]。
- 1970年以降、部落解放夏期講座を毎年開催。
- 1972年10月、研究所紀要『部落解放研究』を創刊する[3]。
- 1974年9月以降、部落解放大学を開催[3]。同年10月、部落解放研究所に改称[3]。同年12月、大阪府教育委員会の法人認可を受け、「社団法人 部落解放研究所」となった[3]。
- 1975年、研究所の出版部門を解放出版社として分離。以降、『部落解放』誌は解放出版社から発行される。
- 1988年4月、月刊誌『ヒューマンライツ』を創刊する[6]。
- 1998年7月、部落解放・人権研究所と改称。
- 2010年7月、科学研究費補助金取扱規程で定める研究機関の指定を受けた[3]。2013年10月、内閣府認可の一般社団法人に移行した[3]。